# Hr.Ms. Hydra (1900)
Hr.Ms. Hydra – holenderski torpedowiec z przełomu XIX i XX wieku, jedna z pięciu jednostek typu Hydra. Okręt został zwodowany w 1900 roku w brytyjskiej stoczni Yarrow Shipbuilders w Poplar, a w skład Koninklijke Marine wszedł w czerwcu 1900 roku. Od 1920 roku torpedowiec pełnił rolę okrętu pomocniczego. Jednostka została skreślona z listy floty w 1927 roku.

## Projekt i budowa
Okręty typu Hydra były torpedowcami I klasy . Dwie pierwsze jednostki powstały w Wielkiej Brytanii, a pozostałe zbudowano w stoczni krajowej .
Hr.Ms. „Hydra” zbudowany został w stoczni Yarrow w Poplar (numer stoczniowy 1080) . Stępkę okrętu położono w 1889 roku, a zwodowany został w 1900 roku .

## Dane taktyczno-techniczne
Okręt był torpedowcem o długości całkowitej 39,62 metra, szerokości 4,11 metra i zanurzeniu 2,1 metra . Wyporność wynosiła 101 ton. Siłownię jednostki stanowiła maszyna parowa potrójnego rozprężania o mocy 1320 KM, do której parę dostarczały dwa kotły Yarrow. Prędkość maksymalna napędzanego jedną śrubą okrętu wynosiła 24,6 węzła. Okręt zabierał zapas 21 ton węgla, co zapewniało zasięg wynoszący 1500 Mm przy prędkości 10 węzłów . 
Na uzbrojenie artyleryjskie okrętu składały się dwa pojedyncze działa Hotchkiss kalibru 37 mm L/20 . Broń torpedową stanowiły trzy pojedyncze wyrzutnie kal. 450 mm .
Załoga okrętu składała się z 21 oficerów, podoficerów i marynarzy .

## Służba
Hr. Ms. „Hydra” został wcielony do Koninklijke Marine w czerwcu 1900 roku . W 1920 roku torpedowiec stał się jednostką pomocniczą . Okręt wycofano ze składu floty w 1927 roku.